# Beleg van Fukuyo
Het Beleg van Fukuyo was een slag tijdens de Japanse Sengoku-periode. Het beleg vond plaats in 1542 en was een van de stappen van Takeda Shingen om zijn macht in de provincie Shinano te vergroten. Het fort te Fukuyo lag in de Inavallei, ten zuiden van het Suwameer. Tozawa Yorichika, een vazal van Takato Yoritsugu, de heer van kasteel Takato, gaf zich na een kort beleg over.